# Chotěvice
Chotěvice är en ort i Tjeckien. Den ligger i den nordöstra delen av landet, 110 km nordost om huvudstaden Prag. Chotěvice ligger 352 meter över havet och antalet invånare är 1 000.
Terrängen runt Chotěvice är platt åt nordost, men åt sydväst är den kuperad. Chotěvice ligger nere i en dal. Runt Chotěvice är det ganska tätbefolkat, med 239 invånare per kvadratkilometer. Närmaste större samhälle är Trutnov, 11,2 km öster om Chotěvice. Omgivningarna runt Chotěvice är en mosaik av jordbruksmark och naturlig växtlighet.